# Kostel svatého Štěpána (Praha)
Kostel svatého Štěpána v Praze-Novém Městě je římskokatolický farní kostel v ulici Štěpánská v Praze 2. Jedná se o gotický kostel ze druhé poloviny 14. století, který byl postaven v blízkosti románské rotundy sv. Štěpána. Kostel byl zasvěcen sv. Štěpánovi a rotunda byla následně přesvěcena sv. Longinovi.

## Historie

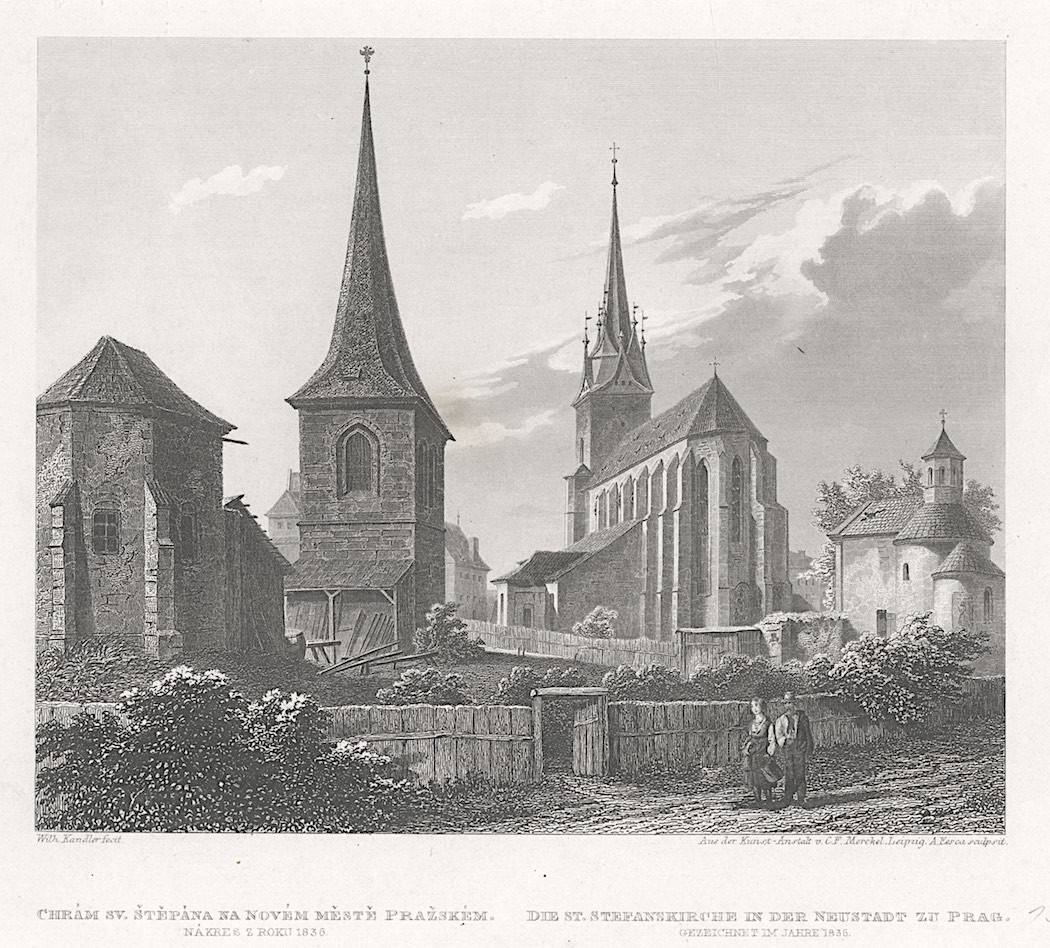
Kostel svatého Štěpána a rotunda svatého Longina na rytině Viléma Kandlera z roku 1836

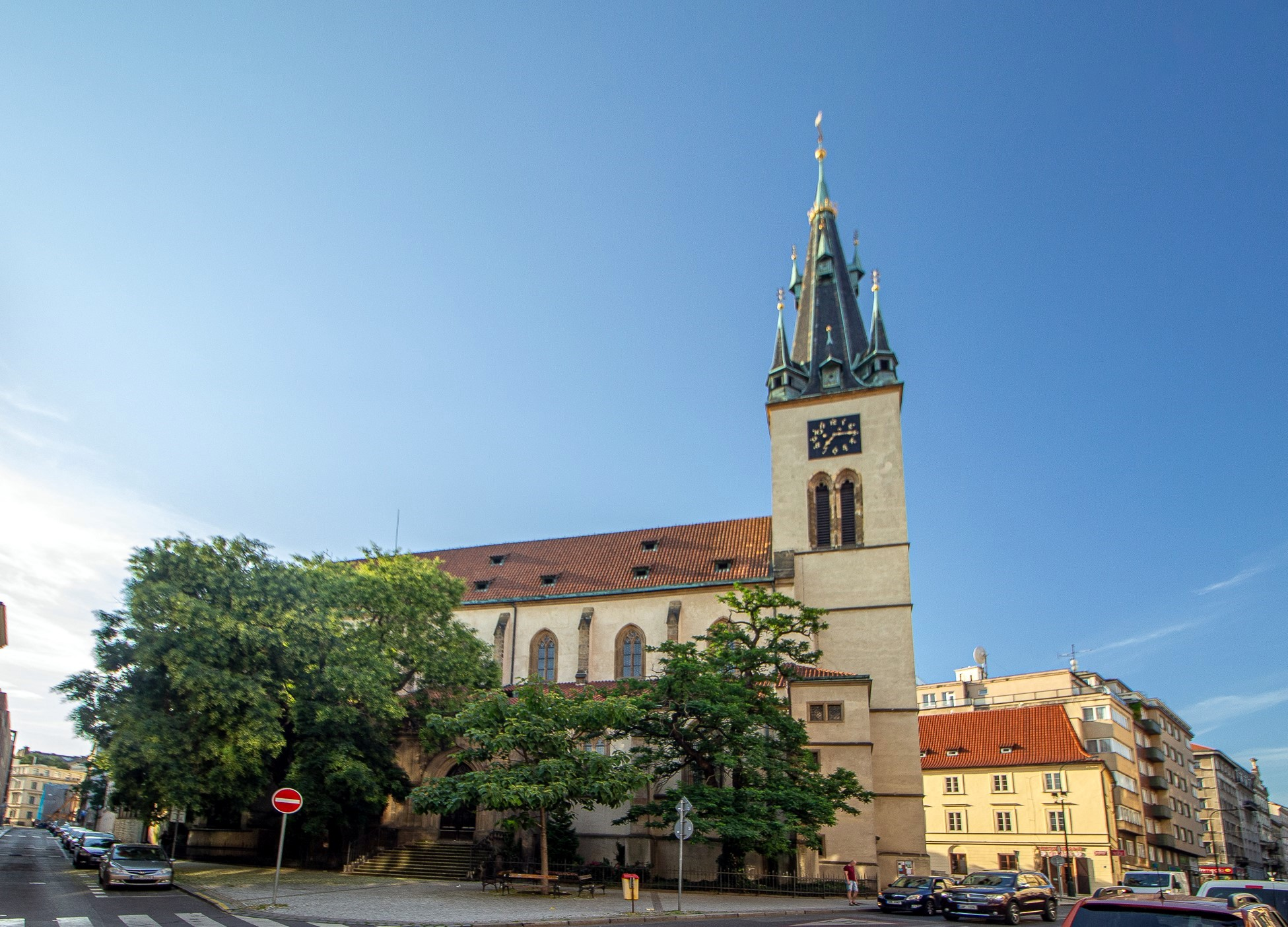
Pohled na kostel od západu

Kostel sv. Štěpána byl založen v polovině 14. století Karlem IV. současně s Novým Městem, kdy plnil funkci farního kostela pro horní část Nového Města pražského (pro dolní část Nového Města plnil tuto funkci kostel sv. Jindřicha). Kostel v době vzniku spravoval řád křižovníků s červenou hvězdou, když právě od křižovníků Karel IV. získal většinu pozemků pro založení Nového Města.
Kostel se stavěl v letech 1351–1401, kdy je jako hlavní stavitel zmiňován mistr Jiří. Dokončení západní věže je datováno na rok 1401, kdy již celý kostel musel být postaven. Ke kostelu náležel rozsáhlý pozemek (vyplňující většinu prostoru mezi dnešními ulicemi Štěpánská, Ječná, Na Rybníčku a Žitná), na kterém byl rozsáhlý hřbitov (např. při morové epidemii v roce 1502 bylo na hřbitově pochováno více než 15 tisíc osob) a farní zahrada. Na pozemku byla postavena fara (v jihozápadním rohu), škola, dřevěná zvonice (přestavěná na kamennou začátkem 17. století), kaple Všech svatých a Jeruzalémská kaple; na pozemku také ležela rotunda sv. Longina.
V roce 1686 byla k jižní stěně lodi přistavěna tzv. Kornelská kaple (viz níže), k severní stěně sakristie pak roku 1739 otevřená kaple Branbergerská. Roku 1866 byla k severní části lodi přistavěna novogotická předsíň. Puristická úprava z let 1874–1879, při níž byly vytvořeny nové kružby v presbyteriu, nová okna v hlavní lodi, průčelí i v lodích vedlejších, je práce Josefa Mockera, známého restaurátora té doby. Kostel spadá pod jurisdikci římskokatolická farnost u sv. Štěpána v Praze pražské arcidiecéze.

## Architektonický popis kostela

### Celková charakteristika
Kostel je postaven jako gotická bazilikální trojlodní stavba s polygonálně ukončeným presbytářem na východě. Ke stavbě samotné přiléhají stavby sakristie, věže v průčelí, dvě barokní kaple a novogotická předsíň. Hlavní loď spolu s kněžištěm jsou zastřešeny sedlovou střechou, ve východní části zvalbenou. Sakristie s barokní úpravou se nachází mezi severní stěnou presbytáře a východní stěnou severní boční lodi.

### Hlavní loď, vedlejší lodě, presbytář
Trojlodí, které je téměř čtvercového půdorysu, je navrženo jako bazilika. Hlavní loď je rozčleněna do čtyř obdélníkových polí zaklenutých žebrovou křížovou klenbou. Profilace meziklenebních oblouků je totožná jako profilace diagonálních žeber, které jsou hruškovitého tvaru, spočívající na oblých příporách, které sahají až k zemi. Hlavní loď je vyvýšena asi o jednu třetinu výšky kostela nad lodě vedlejší. Na západě je loď opřena mocným opěrákem, který přiléhá ke stěně věže, na bocích je opřena čtyřmi odstupňovanými štíhlými opěráky, které jsou zakončeny štítky. Boční strany vedlejší lodě jsou prolomeny čtyřmi hrotitými okny s kružbami. Loď spolu s kněžištěm jsou kryty prejzy.

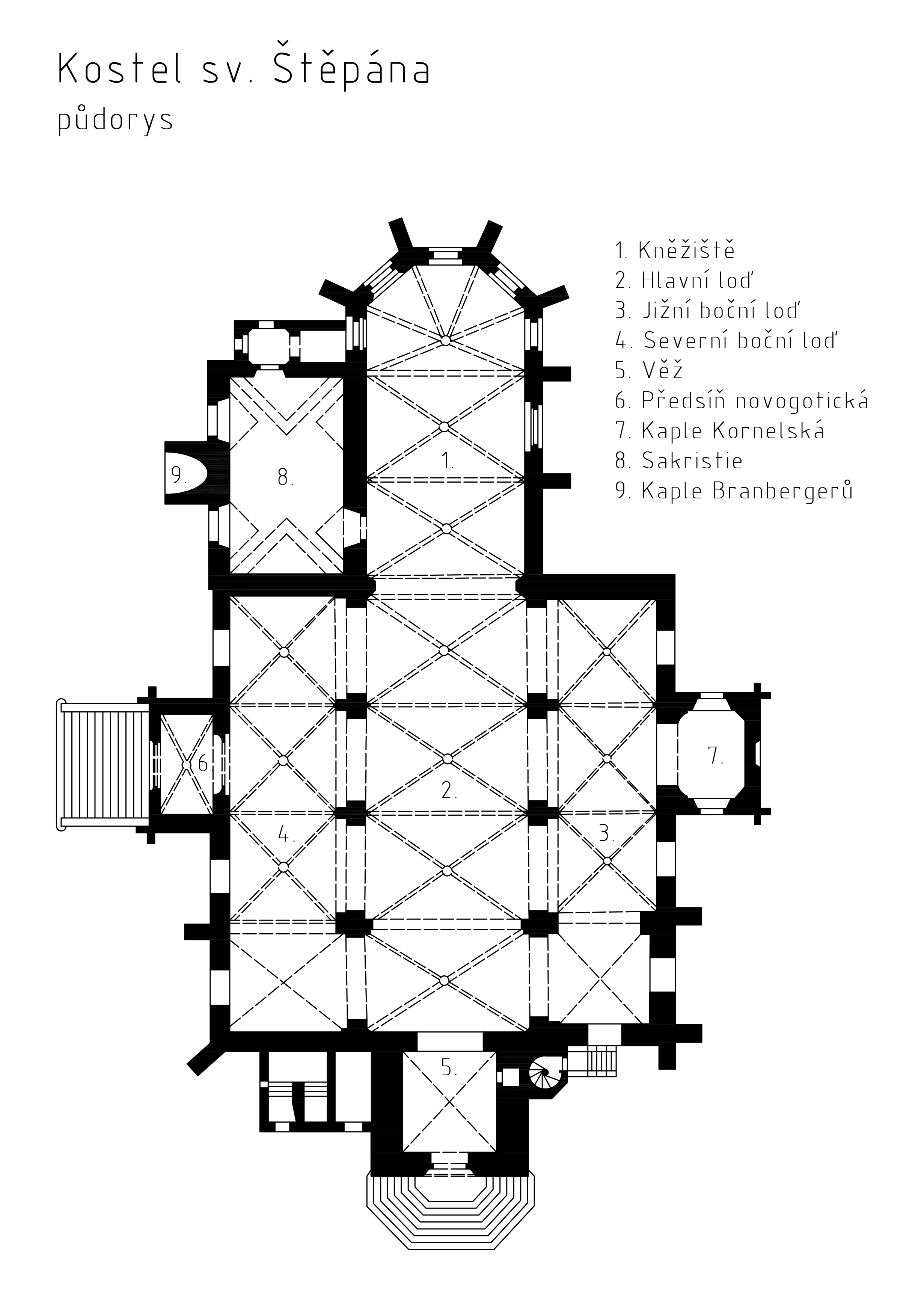
Půdorys kostela svatého Štěpána, Praha Nové Město

Vedlejší lodě jsou po vzoru lodě hlavní také rozděleny do čtyř polí, tentokrát téměř čtvercového půdorysu. Pole jsou zaklenuty rovněž žebrovými křížovými klenbami. Prostor trojlodí člení tři páry masivních hranolových pilířů s hlavní nosnou funkcí kleneb. Lodě vedlejší jsou pokryty břidlicí. K jižní vedlejší lodi v jihozápadním nároží jsou postaveny dva odstupňované opěráky. ("Nyní jsou opěráky důkazem toho, že podle původních plánů byla věž kostela nejprve plánována nad nejzápadnějším polem jižní lodi. Kromě postavení dvou opěráků je toho důkazem i zesílení zdiva v okolí jihovýchodního pole. Od původního plánu výstavby věže bylo upuštěno a byla vystavena věž nynější.") V jižní boční lodi pak najdeme ještě jeden opěrák spolu s oknem na západě a třemi hrotitými okny na straně jižní. K třetímu poli od západu je přistavěna raně barokní pravoúhlá kaple, kaple Kornelská. Severní vedlejší loď má opěráky rozestavěny stejně jako loď jižní, avšak nárožní je navržen jako šikmý. Opět zde najdeme tři hrotitá gotická okna a v třetím poli od západu je přistavěna novogotická předsíň od Josefa Mockera. Ve východní části přechází severní vedlejší loď ve čtvercovou sakristii s dvěma půlkruhovými uzavřenými okny na severní straně, mezi kterými je přistavěna barokní kaple Branbergerů.
Ze západu třetího pole severní vedlejší lodi je možný vstup do novogotické kamenné předsíně, kterou zvenku kryje hrotitý portál s kraby a fiálami. Portál je novogotický, přístupný pomocí zužujícího se kamenného schodiště.
Presbytář plynule navazuje šířkou i výškou na hlavní loď kostela. Je složen ze dvou obdélných polí zaklenutých křížovými žebrovými klenbami a pětibokého závěru s šestipaprsčitou klenbou. Prostory kněžiště a hlavní lodi odděluje jen prostý, mírně zalomený vítězný oblouk s téměř obdélným profilem. Výška lodi je 16 m s proporcemi prostoru 2:1. Kněžiště je opřeno do osmi opěráků stejného typu jako u lodi hlavní, avšak dvakrát odstupňovaných a mohutnějších. Mezi opěráky najdeme šest vysokých hrotitých oken.

### Věž kostela
V západním průčelí je na osu kostela navržena čtyřhranná mohutná věž, která je zastřešena novogotickou helmicí, vysokou stanovou střechou s nárožními věžičkami dle návrhu Josefa Mockera z roku 1875. Předchozí kryt věže z roku 1605 spadl za velké vichřice 27. října 1870. 57 metrů vysoká věž je nepravidelně členěna čtyřmi kordonovými římsami.
Na západní straně věže ve 2. podlaží najdeme drobný zazděný výklenek, ve 3. podlaží velké trojdělené gotické okno, opět navržené Mockerem a 5. podlaží architektonicky jednoduché dvojité gotické okno. Na samotném vrchu pod okapem střechy jsou umístěny novodobé hodiny. Zdi věže jsou omítnuty. K věži jsou připojena dvě schodiště, z jižní strany schodiště točité s průběžnými okénky se zkoseným ostěním, ze strany severní pak schodiště renesanční pravoúhlé, které zároveň kryje západní průčelí vedlejší severní lodi. V přízemí věže najdeme renesanční portál, který je půlkruhově sklenutý a v současnosti slouží jako hlavní vstup do chrámu.

## Kornelská kaple
Kaple, která přiléhá k jižní vedlejší lodi a narušuje téměř pravidelné půdorysné uspořádání, byla ke kostelu přistavěna roku 1678. Prostor kaple je ze západní a východní strany osvětlována štíhlými půlkruhově ukončenými okny. V jižní stěně pak nalezneme slepý kamenný portálek s profilací ostění. Interiér kaple je převážně barokní. Najdeme zde barokní mříž s kovanými kyticemi z doby kolem roku 1680, která odděluje prostor kaple od hlavního chrámového prostoru. Prostor je zaklenut kupolí na pendentivech, které usedají na úseky kladí, jež je neseno koutovými pilastry. Kapli dominuje raně barokní, dřevěný, portálový oltář Pěti ran Kristových s plastikami sv. Jana Křtitele a sv. Řehoře. Titulní obraz Mrtvý Kristus oplakávaný anděly a v nástavci Sv. Veronika (1678) jsou vynikajícími pracemi Matěje Zimprechta.

## Kaple rodiny Branbergerů

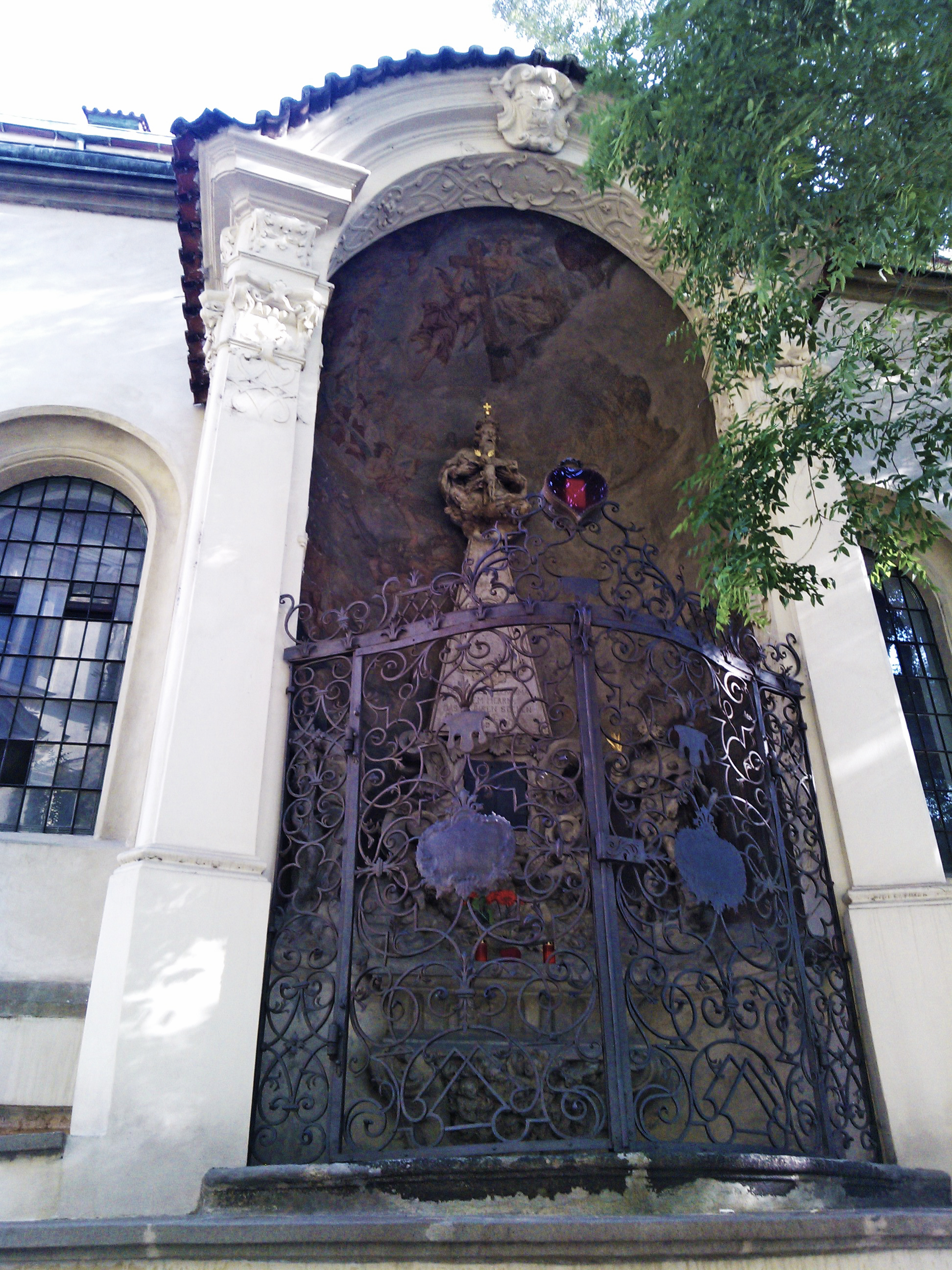
Kaple Branbergerů

Výklenková Branbergerovská kaple byla přistavěna ke kostelu roku 1736. Není přístupná z interiéru ani z exteriéru, jde o barokní niku, kryjící náhrobní památník uzavřený mříží. Architekturu lemují dva rohové pilastry s kladím a profilovanou archivoltou. Klenba je vyzdobena freskou Posledního soudu z roku 1739. Uvnitř je morový memoriál z roku 1713 ve tvaru oltáře s obeliskem mezi sochami morových patronů sv. Šebestiána, Rocha a Rosálie.

## Interiér – zařízení kostela

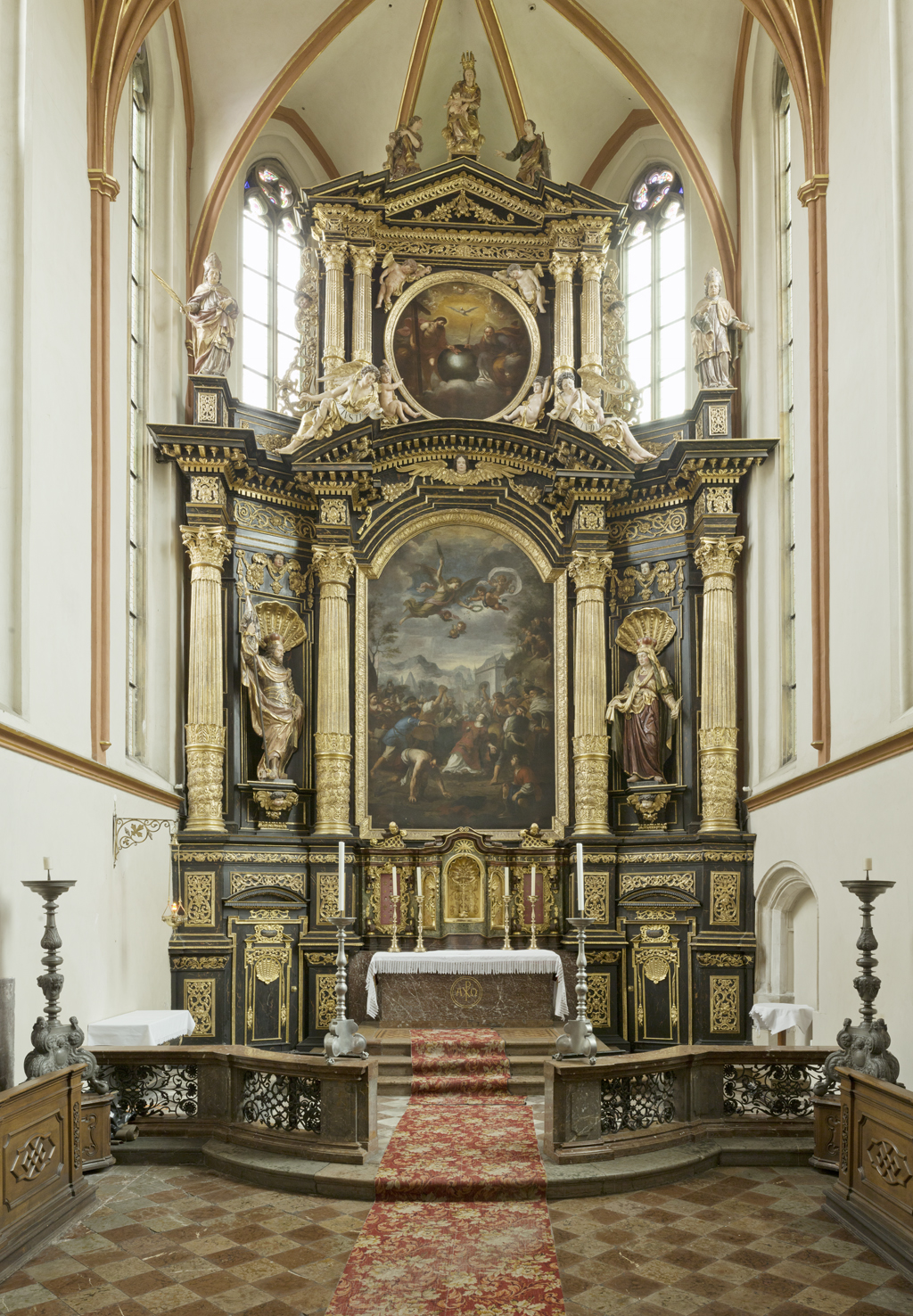
Hlavní oltář s obrazy od Matěje Zimprechta z roku 1669

Prostoru kostela dominuje raně barokní, dřevěný, portálový, dvoupatrový, černě lakovaný a zlacený hlavní oltář s titulním obrazem Ukamenování sv. Štěpána a obrazem v nástavci Nejsvětější Trojice od Matěje Zimprechta z roku 1669. Oltář rámují plastiky sv. Václava, sv. Ludmily, v nástavci pak plastiky Madony a klečícího sv. Jana Evangelisty a sv. Máří Magdaleny.
Kostel má celou řadu vedlejších oltářů, v severní lodi jsou to oltáře s obrazem Křest Krista od Karla Škréty, oltář sv. Anny s obrazem sv. Anny od Josefa Scheiwla (1880), oltář Panny Marie Svatoštěpánské. V jižní lodi pak najdeme oltář Panny Marie Bolestné, oltář sv. Rozálie s obrazem od Karla Škréty. V hlavní lodi byla kolem roku 1500 postavena kazatelna s gotickým kamenným řečništěm a raně barokní stříškou se čtyřsloupkovým baldachýnem s volutami zakončeným soškou Nejsv. Salvátora.
V severní lodi nalezneme také cínovou křtitelnici ve tvaru obráceného zvonu. Po obvodu stěn kostela je rozvěšeno 14 obrazů Křížové cesty od A. Lhoty z roku 1880. Zdi kostela jsou opatřeny gotickými nástěnnými malbami, které jsou datovány do doby po roce 1450.

## Zvonice

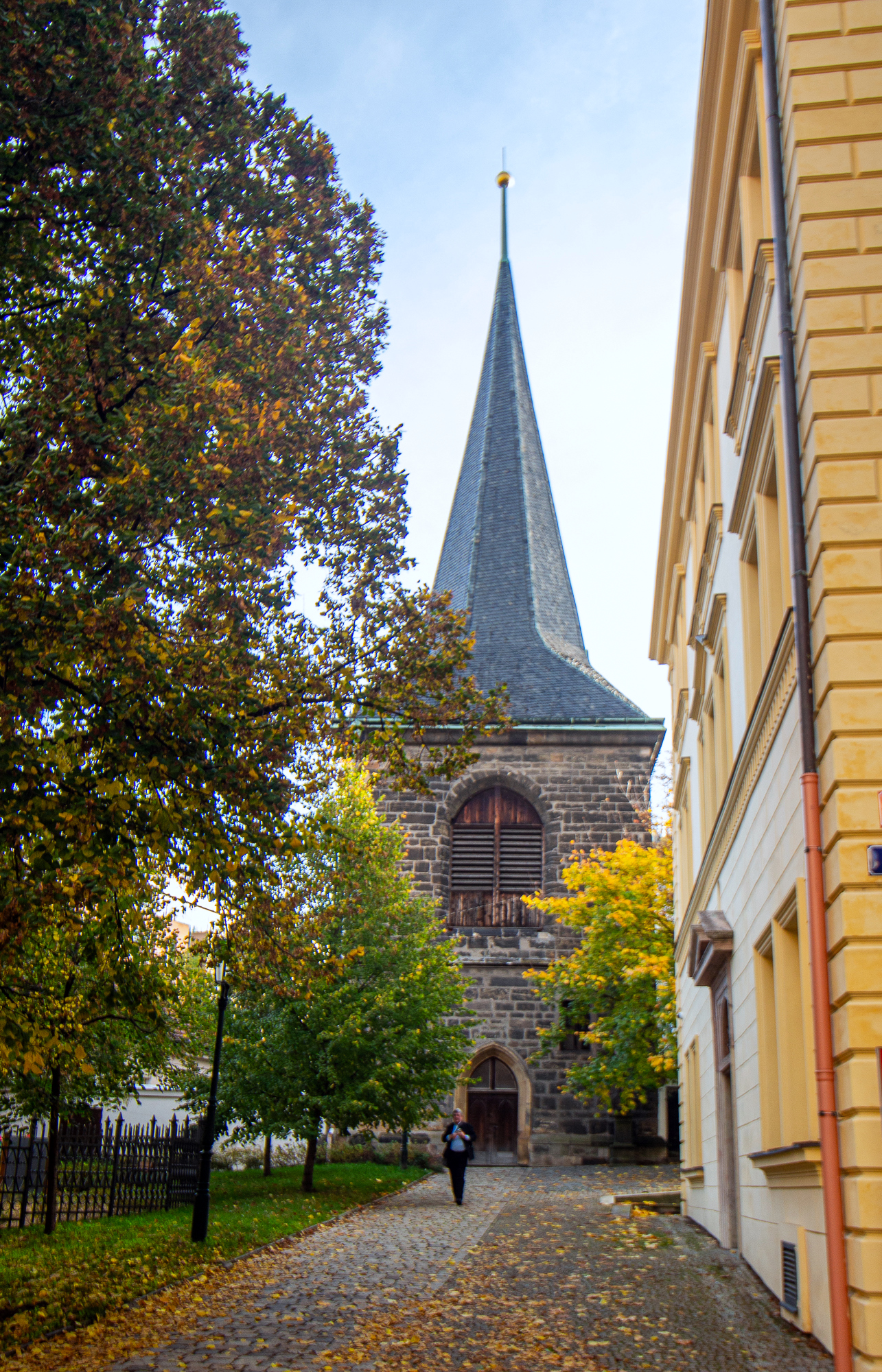
Zvonice od jihu

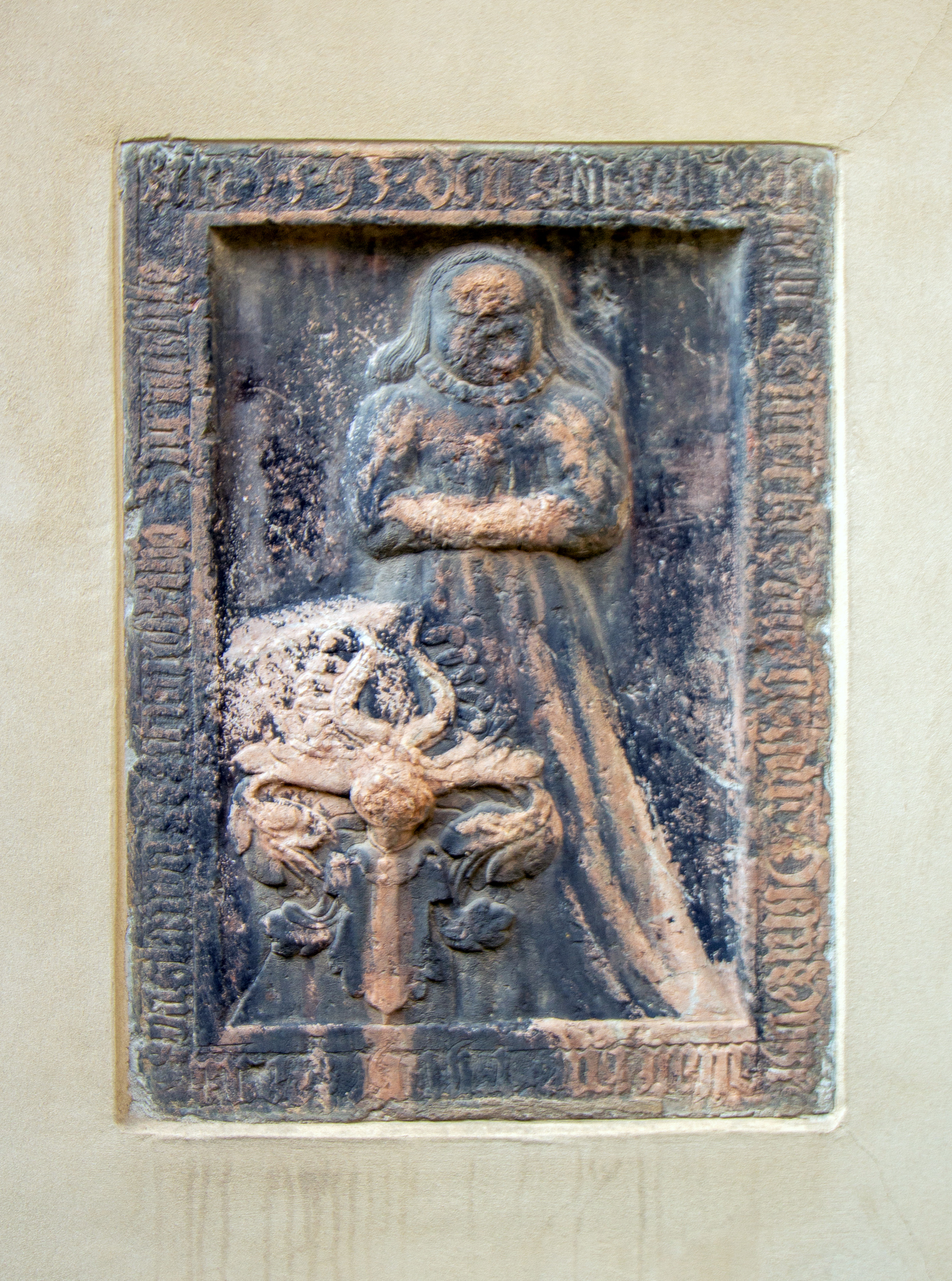
Náhrobek Mitrovských z Mitrovic a Nemyšle

U kostela v prostoru bývalého hřbitova, je samostatně stojící věž sloužící jako zvonice. Byla postavena na místě starší, dřevěné v letech 1600–1604. Zvony byly zrekvírovány během světových válek, zbyl zvon Štěpán o hmotnosti asi 2 t z roku 1490 od novoměstského zvonaře Jiřího.

## Sňatky
V kostele měl dne 17. 11. 1898 svatbu skladatel a houslista Josef Suk, jenž si zde bral dceru Antonína Dvořáka Otýlii, dále také mj. Bedřich Smetana a Miroslav Tyrš.

## Pohřby a náhrobky
V podlaze kostela, při jeho stěnách na vnitřní i vnější straně a na přilehlém hřbitově (roku 1784 zrušeném a do výstavby základní školy ještě zčásti existujícím) bylo ještě roku 1833 napočítáno 209 náhrobních desek a malovaných erbů z někdejších epitafů.  Bylo zde pochováno několik představitelů šlechty (například Josef a Elise Deymové ze Stříteže, Maxmilián Ledvinka z Adlerfelsu nebo Jan Myslík z Hyršova), řada osobností kulturního, společenského nebo vědeckého života: v kostele to byl slavný sochař českého baroka Matyáš Bernard Braun, rudolfínský brusič drahokamů Ottavio Miseroni z Lisonu, který dal kostel vydláždit mramorem, a dále irský lékař a vědec Wilhelm Mac Neven O’Kelly. V předsíni chrámu a na vnějších stěnách je druhotně zazděno několik náhrobků, například vedle Branbergerovské kaple s reliéfem ženy a dcery Václava Mitrovského z Nemyšle (1594).